# غريغ إليس
غريغ إليس (بالإنجليزية: Greg Ellis)‏ هو لاعب كرة قدم أمريكية أمريكي، ولد في 14 أغسطس 1975 في وينديل في الولايات المتحدة.

## وصلات خارجية
- غريغ إليس على موقع مرجع كرة القدم المحترفة.كوم (الإنجليزية)